# Législature de Hatohobei
9e législature de Hatohobei
La Législature de l’État de Hatohobei exerce le pouvoir législatif au sein de l'État éponyme.

## Compétences
Les pouvoirs de la Législature d’État de Hatohobei sont, sans être limités à ceux-ci, les suivants :
- adopter des lois ;
- lever l'impôt, les taxes, droits et excises à l’État ;
- emprunter de l'argent sur le crédit de l’État pour des projets publics et pour régler des obligations publiques ;
- empêcher le gouverneur ou le lieutenant-gouverneur par un vote de trois quarts (3/4) de ses membres conformément à la Constitution ;
- promouvoir le bien-être général du peuple ; et
- exercer les tâches et fonctions permises par la Constitution et la Constitution et les lois de la république des Palaos.

## Composition
La législature se compose de neuf membres élus dans une unique circonscription pour 4 ans.
Pour être éligible, une personne doit être :
1. citoyen des Palaos ;
2. être une « personne de l’État de Hatohobei » ;
3. avoir 21 ans au moins au moment des élections ;
4. être un électeur enregistré depuis au moins six mois avant l'élection ;
5. ne pas faire l'objet d'une condamnation pour un crime ou un forfait par une juridiction ;
6. et ne pas avoir été déclaré mentalement incompétent par une juridiction.

## Sources